# Michael Schwarz (Basketballspieler)
Michael Schwarz (* 25. April 1967 in Freiburg im Breisgau) ist ein ehemaliger deutscher Basketballspieler und -trainer.

## Laufbahn
Schwarz begann seine Basketballlaufbahn beim TB Emmendingen, spielte dann beim USC Freiburg. Dort avancierte er zum Jugend-Nationalspieler. Nach einem einjährigen Aufenthalt in den USA an der Griffith Highschool 1984 wechselte Schwarz 1986 vom USC Freiburg zum MTV Gießen in die Basketball-Bundesliga. Zuvor nahm er im April 1985 mit der bundesdeutschen Junioren-Nationalmannschaft am Albert-Schweitzer-Turnier in Mannheim teil. Im August 1986 spielte er für die deutsche Auswahl unter anderem mit Henning Harnisch und Henrik Rödl bei der Junioren-Europameisterschaft in Gmunden/Vöcklabruck (Österreich). Im Sommer 1987 gehörte er zum deutschen Aufgebot für die Junioren-Weltmeisterschaft im italienischen Bormio. Bei beiden Turnieren erreichte die deutsche Auswahl den vierten Platz. Dies ist seitdem bis zum heutigen Tage, 2017, die beste Platzierung einer deutschen Auswahl bei Junioren-Weltmeisterschaften.
Im weiteren Verlauf seiner Spielerkarriere stand der zwei Meter große Center- und Flügelspieler in Diensten des damaligen Bundesligisten TK Hannover, 1997 stieg er mit seinem Heimatverein USC Freiburg in die Bundesliga auf, wo er bis 1999 spielte. Anschließend war er noch beim ASC Theresianum Mainz in der zweiten Liga beschäftigt.
Bereits in den 1980er Jahren war Schwarz neben seiner Spielertätigkeit im Jugendbereich des USC Freiburg als Trainer aktiv, später dann auch zu seiner Mainzer Zeit. Im Oktober 2003 wurde der studierte Diplom-Volkswirt hauptamtlicher Bundestrainer für die U18-, A2- und die U20-Nationalmannschaften und blieb bis August 2005 im Amt. 2004 betreute er die deutsche U18-Auswahl beim Albert-Schweitzer-Turnier und nahm somit als Spieler und Trainer an diesem Turnier teil. 2005 trainierte Schwarz an der Seite von Chris Fleming die deutsche U20-Auswahl bei den Europameisterschaften in Tschechow (Russland), im selben Jahr war er als Cheftrainer für die deutsche A2-Auswahl bei der Sommer-Universiade in Izmir (Türkei) verantwortlich. 
Ab Dezember 2005 wurde Schwarz beim europäischen Basketballverband tätig: Zunächst als Koordinator im Bereich Trainerausbildung, dann als Leiter der Trainerausbildungsabteilung und ab Januar 2015 als Leiter der Abteilung für Aus- und Fortbildung europäischer Basketballtrainer. Während seiner hauptberuflichen Verbandstätigkeit war Schwarz zusätzlich in der 2. Bundesliga beziehungsweise 2. Bundesliga ProB als Cheftrainer für München Basket (2006 bis 2009) tätig, in der Saison 2009/10 trainierte er die Mannschaft des FC Bayern München in der 2. Bundesliga ProA.
2019 wurde Schwarz zum stellvertretenden Vorstandsvorsitzenden des MTV München von 1879 gewählt. In dem Verein ist er als Basketballtrainer tätig. Im Mai 2023 trat er als stellvertretender Vorstandsvorsitzender des MTV zurück.